# Marta Kauffman
Marta Kauffman (21 september 1956) is een Amerikaanse televisieproducent. Zij bedacht de Amerikaanse televisieserie Friends samen met David Crane en was de uitvoerend producent van deze serie samen met David Crane en Kevin S. Bright. Samen produceerden zij ook Veronica's Closet, met in de hoofdrol Kirstie Alley en Jesse, met in de hoofdrol Christina Applegate. In 2005 was ze de uitvoerend producent bij Related. Kauffman is afgestudeerd aan Brandeis University en behaalde in 1978 haar bachelortitel in theater.
Ze woont samen met haar echtgenoot in Los Angeles.